# Orrskäret
Orrskäret is een Zweeds eiland behorend tot de Lule-archipel. Het eiland ligt ten zuidoosten van het “hoofdeiland” Hindersön. Het heeft geen oeververbinding en is onbebouwd.